# Quimperlé Communauté
Quimperlé Communauté ist ein französischer Gemeindeverband mit der Rechtsform einer Communauté d’agglomération im Département Finistère in der Region Bretagne. Er wurde am 28. Dezember 1993 gegründet und umfasst 16 Gemeinden. Sitz der Verwaltung ist Quimperlé.

## Historische Entwicklung
Am 28. Dezember 1993 wurde der Gemeindeverband unter dem Namen Communauté de communes du Pays de Quimperlé gegründet. Am 1. Januar 2016 wurde dieser in die Rechtsform einer Communauté d’agglomération transformiert und auf den heutigen Namen Quimperlé Communauté umbenannt. Es erfolgt in diesem Zusammenhang keine Neugründung!

## Mitgliedsgemeinden
Quimperlé Communauté besteht aus folgenden 16 Gemeinden:
| Gemeinde             | Bretonisch        | Einwohner (2022) | Fläche (km²) | Code postal | Code Insee |
| -------------------- | ----------------- | ---------------- | ------------ | ----------- | ---------- |
| Arzano               | An Arzahanaou     | 1.440            | 34,04        | 29300       | 29002      |
| Bannalec             | Banaleg           | 5.707            | 77,51        | 29380       | 29004      |
| Baye                 | Bei               | 1.363            | 7,29         | 29300       | 29005      |
| Clohars-Carnoët      | Kloar-Karnoed     | 4.701            | 34,83        | 29360       | 29031      |
| Guilligomarc’h       | Gwelegouarc’h     | 804              | 22,75        | 29300       | 29071      |
| Le Trévoux           | An Treoù-Kernev   | 1.611            | 20,83        | 29380       | 29300      |
| Locunolé             | Lokunole          | 1.166            | 16,78        | 29310       | 29136      |
| Mellac               | Mellag            | 3.371            | 26,38        | 29300       | 29147      |
| Moëlan-sur-Mer       | Molan             | 6.763            | 47,30        | 29350       | 29150      |
| Querrien             | Kerien            | 1.654            | 54,01        | 29310       | 29230      |
| Quimperlé            | Kemperle          | 12.444           | 31,73        | 29300       | 29233      |
| Rédené               | Redene            | 2.999            | 24,49        | 29300       | 29234      |
| Riec-sur-Bélon       | Rieg              | 4.374            | 54,64        | 29340       | 29236      |
| Saint-Thurien        | Sant-Turian       | 1.005            | 21,41        | 29380       | 29269      |
| Scaër                | Skaer             | 5.197            | 117,58       | 29390       | 29274      |
| Trémeven             | Tremeven-Kemperle | 2.378            | 15,42        | 29300       | 29297      |
| Quimperlé Communauté |                   | 56.977           | 606,99       | -           | -          |